# کروکادو
کروکادو (Crocadoo) یک مجموعه انیمیشن استرالیایی است که توسط Energee Entertainment و Nine Network از سال ۱۹۹۶ تا ۱۹۹۸ تولید شده‌است. ماجرای گروهی از تمساح‌های آبی است که سعی می‌کنند از ساحل رودخانه خود در برابر یک توسعه‌دهنده دیوانه محافظت کنند.